# Línea SE863 (EMT Madrid)
El Servicio Especial (S.E.) codificado como SE863 de la EMT de Madrid unió las estaciones de Príncipe Pío y Aravaca en sustitución de las líneas C-7 y C-10 de Cercanías Madrid, que permaneció cortada por obras del 28 de febrero al 3 de marzo de 2025.

## Historia
La primera vez que se usó la numeración «863» para un servicio especial fue del 10 al 13 de octubre de 2024, con el mismo horario y recorrido.

## Características
Esta línea unió, sin paradas intermedias, las estaciones de Príncipe Pío y Aravaca por obras de infraestructura en la línea 910 de Adif.
Era gratuita para los usuarios, pues se trataba de un servicio especial consensuado entre ambos operadores de transporte.

### Frecuencias
| Lunes a viernes laborables              |                    |
| De 06:00 a 20:00                        | cada 15-20 minutos |
| De 20:00 a fin                          | cada 20-25 minutos |
| Sábados laborables, domingos y festivos |                    |
| De 06:00 a 08:00                        | cada 20-25 minutos |
| De 08:00 a 23:00                        | cada 20 minutos    |
| De 23:00 a fin                          | cada 20-25 minutos |

## Paradas
| Código | Parada              | Conexiones con Metro | Otros |
| ------ | ------------------- | -------------------- | ----- |
| 8372   | Príncipe Pío        | Príncipe Pío         |       |
| 3575   | Estación de Aravaca | Estación de Aravaca  |       |